# Эрцканцлер

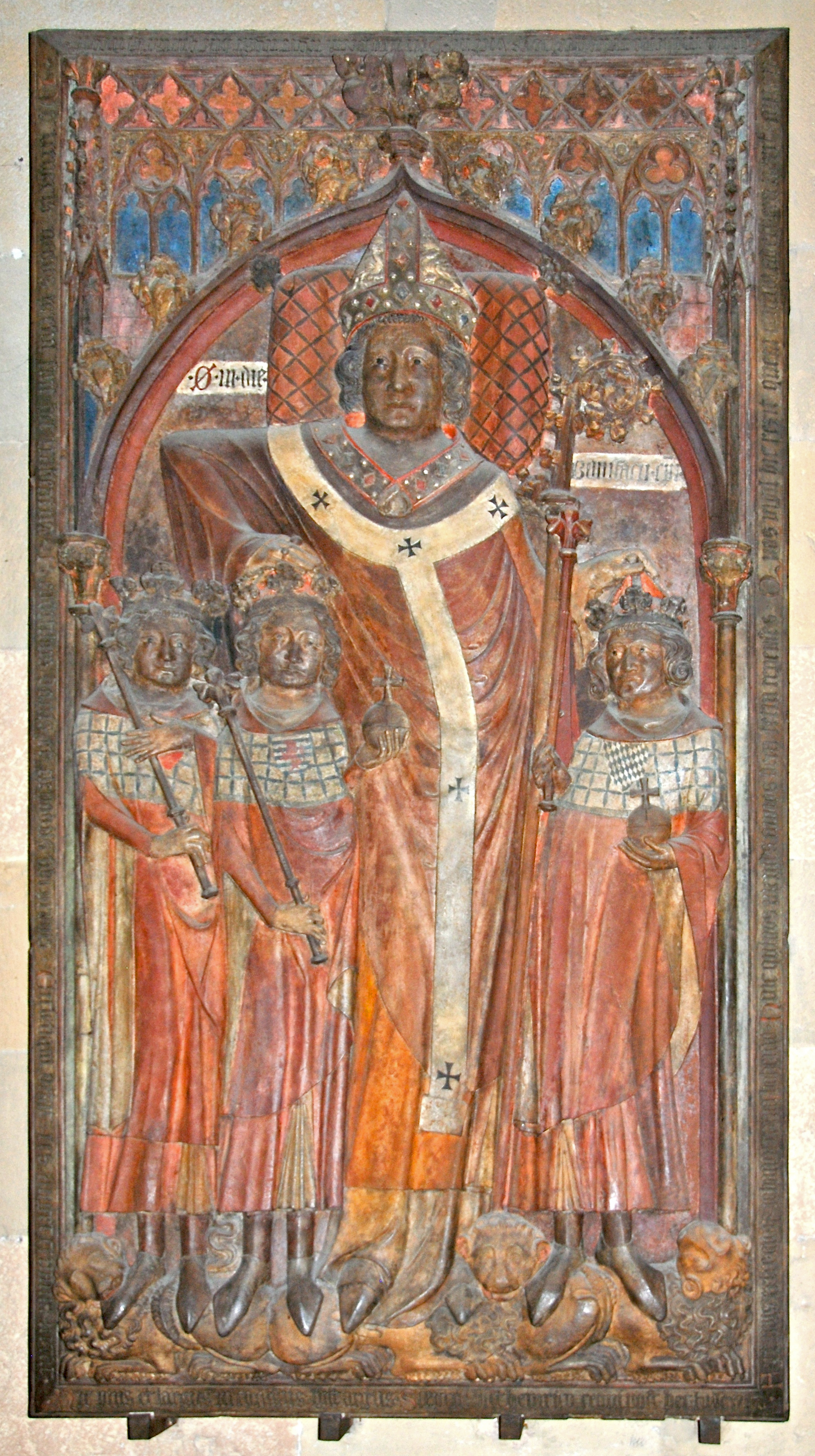
Надгробие Аспельт, Петер фон, архиепископа Майнца и эрцканцлера Германии (1306—1320), Майнцский собор

Эрцканцлер империи (нем. Erzkanzler) — одна из высших государственных должностей Священной Римской империи, глава имперской канцелярии и второе лицо в государстве после императора. 
Приставка «эрц-» («архи-», «высший») означала более высокий статус должности секретаря (канцлера), чем секретари (канцлеры) других германских и римских государств империи и их правителей. Должность высшего секретаря (эрцканцлера) империи с позднего средневековья до 1806 года принадлежала курфюрсту-архиепископу Майнцскому. А должность архиканцлера императрицы принадлежала, с 1356 года, князьям-аббатам Фульды.

## История
Канцелярия как орган, занимающийся делопроизводством императора, возникла ещё во Франкской империи в IX веке. К 864 году относится первое упоминание о должности архиканцлера — главы канцелярии императора Лотаря I, которую в то время занимал архиепископ Вьеннский. В Восточнофранкском королевстве королевскую канцелярию возглавлял архиепископ Майнцский. После образования Священной Римской империи в 962 году канцелярия была разделена на две палаты: по делам Германии и по делам Италии. 
Присоединение Бургундии в 1034 году привело к созданию третьей, бургундской, палаты. Руководство этими палатами было передано архиепископу Майнцскому (германская палата), архиепископу Кёльнскому (итальянская палата) и архиепископу Безансонскому (позднее — Трирскому, бургундская палата). До XIII века титул эрцканцлера Германии ещё не был окончательно закреплён за Майнцем и периодически его носил архиепископ Кёльна (Филипп I фон Хайнсберг), однако уже в «Золотой булле» 1356 года император Карл IV подтвердил принадлежность титула эрцканцлера Германии архиепископу Майнцскому. Потеря Италии и Бургундии в позднее средневековье резко ослабила значение соответствующих палат канцелярии, в результате чего именно архиепископ Майнцский стал официальным главой единой имперской канцелярии с титулом эрцканцлера Священной Римской империи. Этот титул архиепископы Майнца продолжали носить вплоть до роспуска империи в 1806 году.
Эрцканцлер являлся формальным главой канцелярии Священной Римской империи, которая вела делопроизводство императора, его переписку с подданными и иностранными державами, составляла и рассылала указы и постановления императора. Фактически, однако, контроль архиепископа Майнцского над канцелярией был слабым: имперская канцелярия находилась при дворе императора и перемещалась вместе с ним, а её служащие назначались самим императором. Управление текущей работой канцелярии осуществлял вице-канцлер, хотя и назначаемый архиепископом Майнцским, но на практике являвшийся креатурой императора. В период ослабления центральной власти в Германии эрцканцлеры предпринимали попытки усилить своё влияние на работу канцелярии. Так, роль эрцканцлера резко возросла в конце XV века, когда архиепископ Бертольд фон Геннеберг возглавил движение за имперскую реформу и добился институционального отделения императора от империи расширением функций сословно-представительного рейхстага и учреждением Имперского камерального суда. За эрцканцлером также было признано право председательствовать на заседаниях рейхстага и Совета курфюрстов. В середине XVII века пост эрцканцлера пережил ещё один непродолжительный подъём, что было связано с доминированием архиепископа Иоганна Филиппа Шёнборна на политической сцене империи после Вестфальского мира.
В начале XVIII века прерогативны имперской канцелярии были существенно ограничены: вся переписка императора, кроме корреспонденции с имперскими князьями, перешла в ведение Австрийской придворной канцелярии, что привело к противостоянию императора и эрцканцлера, сохранявшего претензии на выражение интересов империи как таковой. При Карле VII была предпринята попытка реформирования имперской канцелярии, полномочия эрцканцлера были существенно сужены и он фактически лишился всякого влияния на работу канцелярии.
В конце XVIII века эрцканцлеры попытались восстановить свои позиции, поддержав программу «Третьей Германии» (усиление роли средних и малых государственных образований в противовес доминированию Австрии и Пруссии). Последний эрцканцлер Карл Теодор Дальберг пошёл на сближение с Наполеоном, надеясь на реформирование империи под французским покровительством. В 1806 году Дальберг стал одним из инициаторов создания Рейнского союза и сложил с себя титул и полномочия эрцканцлера. Несколько дней спустя Священная Римская империя с отречением Франца II перестала существовать.